# ジュラシック・パークで終了したエンターテイメントの一覧
ジュラシック・パークで終了したエンターテイメントの一覧（ジュラシック・パークでしゅうりょうしたエンターテイメントのいちらん）は、これまでにユニバーサル・スタジオ・ジャパンのジュラシック・パークで開催されていたエンターテイメントの一覧である。

## 「ディスカバリー・レストラン」前

### イスラ・ヌブラ・ダンサーズ
| イスラ・ヌブラ・ダンサーズ Isla Nubla Dancers | イスラ・ヌブラ・ダンサーズ Isla Nubla Dancers |
| --------------------------------------------- | --------------------------------------------- |
| 開始日                                        | 不明                                          |
| 終了日                                        | 不明                                          |
| 開催場所                                      | 「ディスカバリー・レストラン」前              |
| タイプ                                        | ストリート・ショー                            |

イスラ・ヌブラ・ダンサーズ（Isla Nubla Dancers）は、「ディスカバリー・レストラン」前で行われていた、南米コスタリカのリズムにのせ、カポエラをベースとしたダンス・ストリート・ショーである。

### ジャック ～ザ・ワンダー・ダイナソー～
| ジャック -ザ・ワンダー・ダイナソー- JACK -The Wonder Dinosaur | ジャック -ザ・ワンダー・ダイナソー- JACK -The Wonder Dinosaur |
| ------------------------------------------------------------- | ------------------------------------------------------------- |
| 開始日                                                        | 2010年3月11日                                                 |
| 終了日                                                        | 2011年1月10日                                                 |
| 開催場所                                                      | 「ディスカバリー・レストラン」前                              |
| タイプ                                                        | ストリート・ショー                                            |
| 所要時間                                                      | 約10分                                                        |

ジャック ～ザ・ワンダー・ダイナソー～（JACK -The Wonder Dinosaur-）は、「ディスカバリー・レストラン」前で行われていた、言葉を話すことができるようになったランベオサウルスのジャックと飼育係を任されているジョシュー・リードが繰り広げるストリート・ショーである。

### ダイナソー・ウォーク
| ダイナソー・ウォーク Dinosaur Walk | ダイナソー・ウォーク Dinosaur Walk |
| ---------------------------------- | ---------------------------------- |
| 開始日                             | 2011年3月3日                       |
| 終了日                             | 2012年1月9日                       |
| 開催場所                           | 「ディスカバリー・レストラン」前   |
| 開催時間                           | 1日4回                             |
| タイプ                             | ストリート・ショー                 |
| 所要時間                           | 約20分                             |

ダイナソー・ウォーク（Dinosaur Walk）は、「ディスカバリー・レストラン」前で開催されていた、高さ4.5mと2m超のブラキオサウルスの親子が登場するストリート・ショーである。

### アメージング・ダイナソー
| アメージング・ダイナソー Amazing Dinosaur | アメージング・ダイナソー Amazing Dinosaur |
| ----------------------------------------- | ----------------------------------------- |
| 開始日                                    | 2012年1月13日                             |
| 終了日                                    | 2013年1月7日                              |
| 開催場所                                  | 「ディスカバリー・レストラン」前          |
| 開催時間                                  | 1日2-4回                                  |
| タイプ                                    | ストリート・ショー                        |
| 所要時間                                  | 約20分                                    |

アメージング・ダイナソー（Amazing Dinosaur）は、「ディスカバリー・レストラン」前で開催されていた、ブラキオサウルスが登場するストリート・ショーである。

### ダイナソー・エスケープ
| ダイナソー・エスケープ Dinosaur Escape | ダイナソー・エスケープ Dinosaur Escape |
| -------------------------------------- | -------------------------------------- |
| 開始日                                 | 2013年春                               |
| 終了日                                 | 2014年1月6日                           |
| 開催場所                               | 「ディスカバリー・レストラン」前       |
| タイプ                                 | ストリート・ショー                     |
| 所要時間                               | 約20分                                 |

ダイナソー・エスケープ（Dinosaur Escape）は、「ディスカバリー・レストラン」前で開催されていた、逃げ出したラプトルが徘徊するストリート・ショーである。

### ダイナソー・アタック
| ダイナソー・アタック Dinosaur Attack | ダイナソー・アタック Dinosaur Attack |
| ------------------------------------ | ------------------------------------ |
| 開始日                               | 2014年3月14日                        |
| 終了日                               | 2015年1月7日                         |
| 開催場所                             | 「ディスカバリー・レストラン」前     |
| 開催時間                             | 1日8回程                             |
| タイプ                               | ストリート・ショー                   |
| 所要時間                             | 約20分                               |

ダイナソー・アタック（Dinosaur Attack）は、「ディスカバリー・レストラン」前で開催されていた、研究施設から脱走した肉食恐竜が徘徊するストリート・ショーである。

### ダイナソー・パニック
| ダイナソー・パニック Dinosaur Panic | ダイナソー・パニック Dinosaur Panic |
| ----------------------------------- | ----------------------------------- |
| 開始日                              | 2016年春                            |
| 終了日                              | 2017年2月26日                       |
| 開催場所                            | 「ディスカバリー・レストラン」前    |
| タイプ                              | ストリート・ショー                  |
| 所要時間                            | 約20分                              |

ダイナソー・パニック（Dinosaur Panic）は、「ディスカバリー・レストラン」前で開催されていた、脱走したラプトルやスピノサウルスをはじめとする小型肉食恐竜が徘徊するストリート・ショーである。

### ダイナソー・ワンダー・エクスペリエンス
| ダイナソー・ワンダー・エクスペリエンス Dinosaur Wonder Experience | ダイナソー・ワンダー・エクスペリエンス Dinosaur Wonder Experience |
| ----------------------------------------------------------------- | ----------------------------------------------------------------- |
| 開始日                                                            | 2017年3月7日                                                      |
| 終了日                                                            | 2018年1月8日                                                      |
| 開催場所                                                          | 「ディスカバリー・レストラン」前                                  |
| タイプ                                                            | ストリート・ショー                                                |
| 所要時間                                                          | 約20分                                                            |

ダイナソー・ワンダー・エクスペリエンス（Dinosaur Wonder Experience）は、「ディスカバリー・レストラン」前で開催されていたストリート・ショーである。
ストーリー
トリケラトプスの赤ちゃんやその母親が登場し、パークレンジャーの説明を受けている最中に、研究施設からにげだしたラプトルに遭遇する。トリケラトプスの親子に危険が及ぶ中、パークレンジャーが飼育しているヴェロキラプトルたちが助けてくれる。

### ダイナソー・アメージング・エンカウンター
| ダイナソー・アメージング・エンカウンター Dinosaur Amazing Encounter | ダイナソー・アメージング・エンカウンター Dinosaur Amazing Encounter |
| ------------------------------------------------------------------- | ------------------------------------------------------------------- |
| 開始日                                                              | 2018年3月13日                                                       |
| 終了日                                                              | 2019年1月6日                                                        |
| 開催場所                                                            | 「ディスカバリー・レストラン」前                                    |
| 開催時間                                                            | 1日8回程                                                            |
| タイプ                                                              | ストリート・ショー                                                  |
| 所要時間                                                            | 約15分                                                              |

ダイナソー・アメージング・エンカウンター（Dinosaur Amazing Encounter）は、「ディスカバリー・レストラン」前で開催されていた、トリケラトプスの親子やラプトルなどとふれあうことができるストリート・ショーである。

### マイ・フレンド・ダイナソー
| マイ・フレンド・ダイナソー My Friend Dinosaur | マイ・フレンド・ダイナソー My Friend Dinosaur |
| --------------------------------------------- | --------------------------------------------- |
| 開始日                                        | 2019年3月7日                                  |
| 終了日                                        | 2022年1月10日                                 |
| 開催場所                                      | 「ディスカバリー・レストラン」前              |
| 開催時間                                      | 1日8回程                                      |
| タイプ                                        | ストリート・ショー                            |
| 所要時間                                      | 約20分                                        |

マイ・フレンド・ダイナソー（My Friend Dinosaur）は、「ディスカバリー・レストラン」前で開催されていた、トリケラトプスの親子やステゴサウルス、ラプトルなどとふれあうことができるストリート・ショーである。

2021年1月11日に2020年度のエンターテイメントと共に一旦終了し、同年3月12日に2021年度のエンターテイメントとして再開された。これも2021年度のエンターテイメントと共に2022年1月10日に終了した。

## その他

### グレート・フォッシル
| グレート・フォッシル The Great Fossil | グレート・フォッシル The Great Fossil  |
| ------------------------------------- | -------------------------------------- |
| 開始日                                | 不明                                   |
| 終了日                                | 不明                                   |
| 開催場所                              | 「ジュラシック・パーク・ザ・ライド」前 |
| タイプ                                | ストリート・ショー                     |
| 所要時間                              | 約20分                                 |

グレート・フォッシル（The Great Fossil）は、「ジュラシック・パーク・ザ・ライド」前で開催されていたストリート・ショーである。